# Evil Genius
Evil Genius ist ein 2004 erschienenes Computerspiel, in dem der Spieler das Ziel verfolgt, durch bösartige Aktionen Reichtum anzusammeln und die Weltherrschaft zu erlangen. Die Rolle des Spielers ist an die der Gegenspieler von James Bond und Austin Powers angelehnt.
Seine Aktionen plant der Spieler von einer unterirdischen Zentrale aus, die er nach und nach ausbauen kann. Auch lassen sich neue Objekte erforschen und bessere Bedienstete ausbilden. Diese verfügen über ein Bedürfnissystem, ähnlich wie es bei Die Sims zu finden ist. Mit steigender Bekanntheit schließen sich außerdem besonders starke Handlanger dem Spieler an.
Das Spiel wurde von Elixir unter der Leitung von Demis Hassabis entwickelt und von Sierra und Vivendi Universal vertrieben.
Das ausgefallene Spielprinzip und die ungewöhnliche Comic-Grafik brachten dem Spiel gute Wertungen ein.
Moniert wurde vor allem die Steuerung, die eine relativ lange Einarbeitungszeit benötigt, und kleinere Fehler im Spielablauf, die die Spielqualität negativ beeinflussten, aber zum Großteil mit dem ersten Patch beseitigt wurden.

## Nachfolger
Ein Spiel mit dem Titel Evil Genius 2 wurde noch im Erscheinungsjahr angekündigt, allerdings wurde die Entwicklung eingestellt.
Vivendi Games verkaufte später die Rechte an Evil Genius an das britische Entwicklerstudio Rebellion. Rebellion bietet das Spiel nun über die Onlineplattformen GOG.com und Steam als Download an. Im Umfeld der E3 2017 wurde von Rebellion CEO Jason Kingsley die Entwicklung eines Nachfolgers für den PC und möglicherweise auch andere Plattformen offiziell bestätigt. Ein genaues Datum für die Veröffentlichung wurde jedoch noch nicht genannt.
Während der E3 2019 wurde der Nachfolger mit dem Titel Evil Genius 2: World Domination angekündigt. Er soll am 30. März 2021 erscheinen und über die Onlineplattform Steam vertrieben werden. Eine bereits veröffentlichte Änderung zum Vorgänger ist die Möglichkeit seine Basis über mehrere Ebenen zu bauen (im ersten Teil ist dies nur auf einer Ebene möglich).